# A Sunny Day in Glasgow
A Sunny Day in Glasgow — музыкальный коллектив в жанре шугейз из Филадельфии и Бруклина, США, а также из Сиднея, Австралия. Образовавшись в 2006 году коллектив претерпел множество изменений в составе. Единственным постоянным членом музыкальной группы остается Бэн Дэниелс.

## История
A Sunny Day in Glasgow появился как объединение двух друзей, Бэна Дэниелса и Эвера Наленса, которые вернулись в Филадельфию после нескольких лет проведенных в Великобритании. Название музыкальной группы было придумано Эвери Наленсом, который жил в Глазго, Дэниелс решил оставить его после того, как Наленс покинул коллектив. Дэниелс попросил своих сестер-близнецов Робин и Лорен поучаствовать в качестве вокалисток при записи материала над которым они работали.
В марте 2006 коллектив выпустил несколько песен объединенных в EP The Sunniest Day Ever. На этот альбом обратила внимание студенческая радиостанция WNYU при Нью-Йоркском университете, заняв первое место в чарте. В том числе благосклонными оказались музыкальные критики Pitchfork Media, которые положительно оценили данный EP.
В 2006 группа подписывает контракт с Notenuf Records и в конечном счете выпускают свой дебютный альбом Scribble Mural Comic Journal в феврале 2007. Данный релиз получил множество отзывов критиков в Pitchfork Media, которые давали оценки «8.0» и «Рекомендовано», в это время Drowned in Sound дал альбому оценку «9/10» назвав его «претендентом на звание лучшего альбома года». Музыкальный коллектив собирает ранние записи и выпускает их как Tout New Age EP летом 2007.
В 2009 году группа выпускает свой второй альбом Ashes Grammmar. Во время записи альбома состав группы был вынужден претерпеть некоторые изменения. В первую очередь, это коснулось бывшего басиста Бриса Хики, которые сломал ноги в нескольких местах после того, как упал загружая оборудование в машину. В связи с этим Бэн Дэниелс был вынужден сам прописывать партии баса, это также привело к уходу Робин Дэниелс, она была вынуждена ухаживать за прикованным к постели Брисом Хики, который являлся её бойфрендом. Лорен Дэниелс также была вынуждена покинуть группу в связи с поступлением на аспирантуру в Колорадо, заставляя Бэна Дэниелса и гитариста/барабанщика Джоша Микима нанять вокалистку Анни Фредриксон, которая в том числе имеет классическую подготовку по классу виолончели и клавиш. После окончания записи альбома Райан Ньюмьер присоединился в качестве басиста, а друг Джоша Микима Адам Херндон в качестве барабанщика. Кроме того, благодаря рекламе в своём блоге на Myspace группа смогла найти ещё одну вокалистку, Джен Гома. Новый состав завершил запись песен и выпустил их в виде Nighttime Rainbows EP в марте 2010 и Autumn Again позже в октябре.
24 июня 2014 был выпущен третий альбом Sea When Absent.

## Участники
- Бэн Дэниелс — гитара, тексты
- Джош Миким — гитара, клавиши, вокал
- Анни Фредриксон — вокал, виолончель, клавиши
- Джен Гома — вокал
- Райан Ньюмьер — бас
- Адам Херндон — барабаны

## Дискография

### Альбомы
- Scribble Mural Comic Journal (13 февраля, 2007) (CD/LP)
- Ashes Grammar (15 сентября, 2009) (CD/LP)
- Autumn, Again (19 октября, 2010) (онлайн/LP)
- Sea When Absent (24 июня, 2014)

### EP
- The Sunniest Day Ever EP (март 2006)
- Tout New Age EP (10 июля, 2007)
- Nitetime Rainbows EP (2 марта, 2010)
- Sketch for Winter (2014)
- No Death (2015)

### Синглы
- Slumberland Records: «Searching for the Now, Volume 3» 7" (11 июня, 2008)
- Geographic North Records: «You Can’t Hide Your Love Forever Vol. 1» — «(Cult of) The Cemetery Flowers (mandolins version)» 7" (8 июля, 2008)
- «Summerlong Silences» 7" (21 июля, 2008)
- «Shy», онлайн сингл (10 ноября 2009)